# Lobo parietale
Il lobo parietale è uno dei quattro lobi principali della corteccia cerebrale nel cervello dei mammiferi. Il lobo parietale è posizionato sopra i lobi occipitale e temporale e oltre il lobo frontale e il solco centrale.

## Organizzazione anatomica

### Faccia laterale
La faccia laterale del lobo parietale è separata dal lobo temporale mediante la scissura laterale (di Silvio), dal lobo frontale mediante la scissura centrale (di Rolando), e dal lobo occipitale mediante la scissura parietoccipitale, che appare però incompleta. Subito dietro alla scissura centrale, la faccia laterale del lobo parietale appare percorsa da un altro solco verticale, la scissura postcentrale, che assieme alla prima segna i confini laterali della circonvoluzione postcentrale (o postrolandica). Su di essa prende origine un solco a direzione orizzontale, la scissura parietale o intraparietale, che individua una circonvoluzione parietale superiore e una circonvoluzione parietale inferiore. Quest'ultima viene ulteriormente divisa a metà, per azione di un breve solco a direzione verticale, individuando così un giro marginale e un giro angolare: entrambi questi giri, assieme a una parte del lobo temporale, costituiscono l'area di Wernicke, di fondamentale importanza per la comprensione del linguaggio. Quest'area, come quella di Broca, è presente sul solo emisfero di sinistra.
Importante per lo svolgimento delle funzioni telencefaliche è anche la circonvoluzione postcentrale o postrolandica (o area somatosensitiva primaria, corrispondente alle aree 3, 1 e 2 di Brodmann), alla quale vengono convogliati tutti gli stimoli sensitivi raccolti dalla periferia.

### Faccia mediale
La faccia mediale del lobo parietale ha un'estensione molto ridotta, ed è separata dalla sottostante circonvoluzione limbica per mezzo della scissura omonima. In essa si individua il grosso lobo quadrilatero o precuneo, che è in rapporto anteriormente con il lobulo paracentrale, e i cui confini posteriori sono mal definiti per via dell'incompletezza della scissura parietoccipitale.